# مولینا دی لدرو
مولینا دی لدرو (به ایتالیایی: Molina di Ledro) یک منطقهٔ مسکونی در ایتالیا است که در لدرو واقع شده‌است. مولینا دی لدرو ۳۹٫۵ کیلومتر مربع مساحت و ۱٬۵۱۹ نفر جمعیت دارد.